# Universität Vaasa
Die Universität Vaasa (fi.Vaasan yliopisto, swe.Vasa universitet) ist eine multidisziplinäre Universität in Vaasa, Finnland. Der Campus liegt am Bottnischen Meerbusen, welcher an den Stadtkern grenzt. Die Universität Vaasa unterhält vier Fakultäten:
- Fakultät für Wirtschaftswissenschaften
- Philosophische Fakultät
- Technische Fakultät

Die Universität Vaasa geht auf eine Wirtschaftshochschule aus dem Jahre 1966 zurück. Ihr wurde nach Angliederung der anderen Fakultäten schließlich im Jahre 1992 der Status einer Universität zuerkannt.
Die Fakultät der Wirtschaftswissenschaften (auch Vaasa School of Economics genannt) gehört zu einer der größten in Finnland. Die Universität hat rund 5000 Studierende und 425 Angestellte, darunter 180 Lehrpersonen und 54 Professorinnen und Professoren.

## Fakultäten und Institute
Wirtschaftswissenschaften
- Finanz- und Rechnungswesen
- Wirtschaftsgesetze und Ökonomie
- Management
- Marketing
- Kommunikationswissenschaft
- Verwaltungswissenschaften

- Philosophie
- Öffentliches Recht
- Public Management
- Regionalwissenschaft
- Sozial- und Gesundheitsverwaltung
- Soziologie

Technische Fakultät
- Mathematik und Statistik
- Elektro- und Energietechnik
- Informatik und Nachrichtentechnik
- Produktion

## Campus
Die Universität liegt auf Palosaari (dt. Brandinsel). Jedes Gebäude hat einen eigenen Namen, zum Beispiel war eines davon früher eine Baumwollfabrik und heißt dementsprechend Fabriiki (dt. Fabrik). Das Hauptgebäude wird Tervahovi (dt. Teerhof) genannt, ein anderes Luotsi (dt. Pilot). Weiters gibt es die Bibliothek Tritonia, die sich die Universität mit den anderen Hochschulen der Stadt teilt, sowie die Laboranlage Technobothnia. Sie steht auch den anderen zwei Vaasaer Universitäten der angewandten Wissenschaften zur Verfügung.
Die gesamte Anlage liegt direkt am Meer und ist von kleineren Parks umgeben.

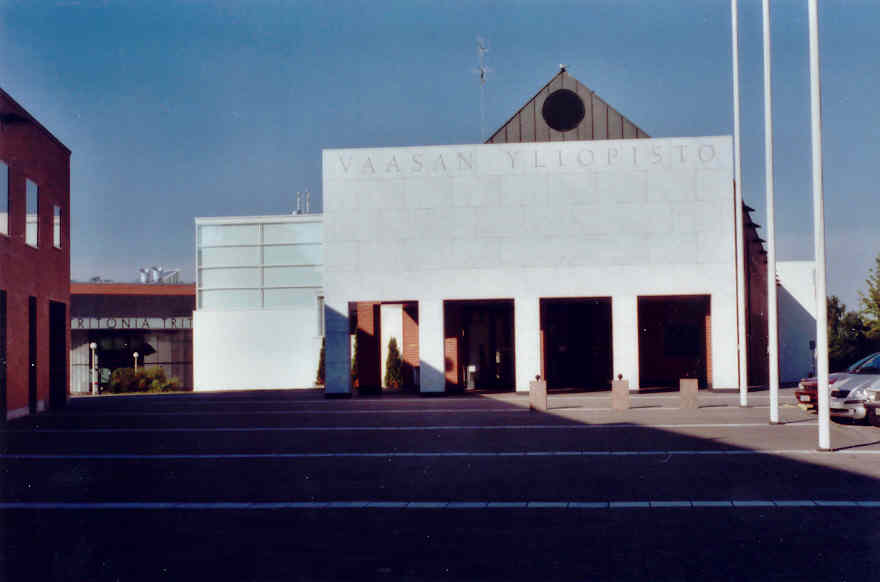
Haupteingang
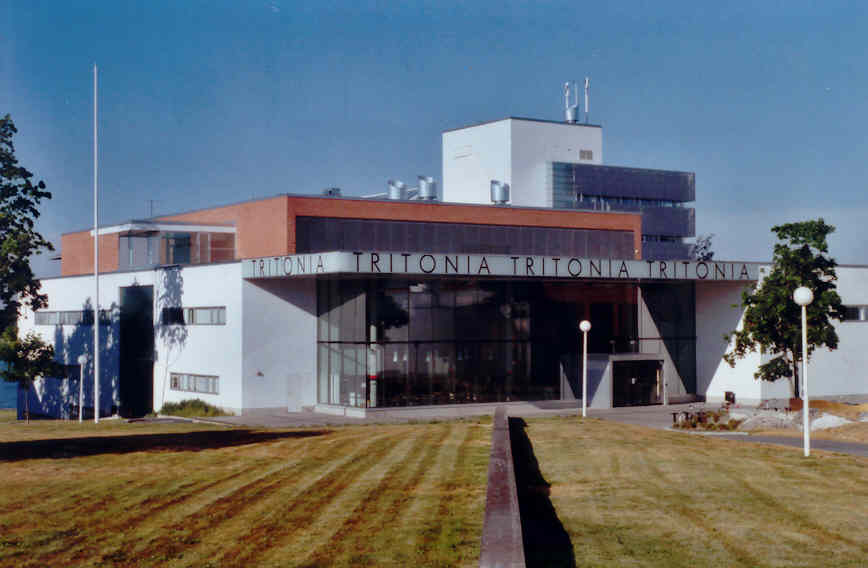
Universitätsbibliothek Vaasa
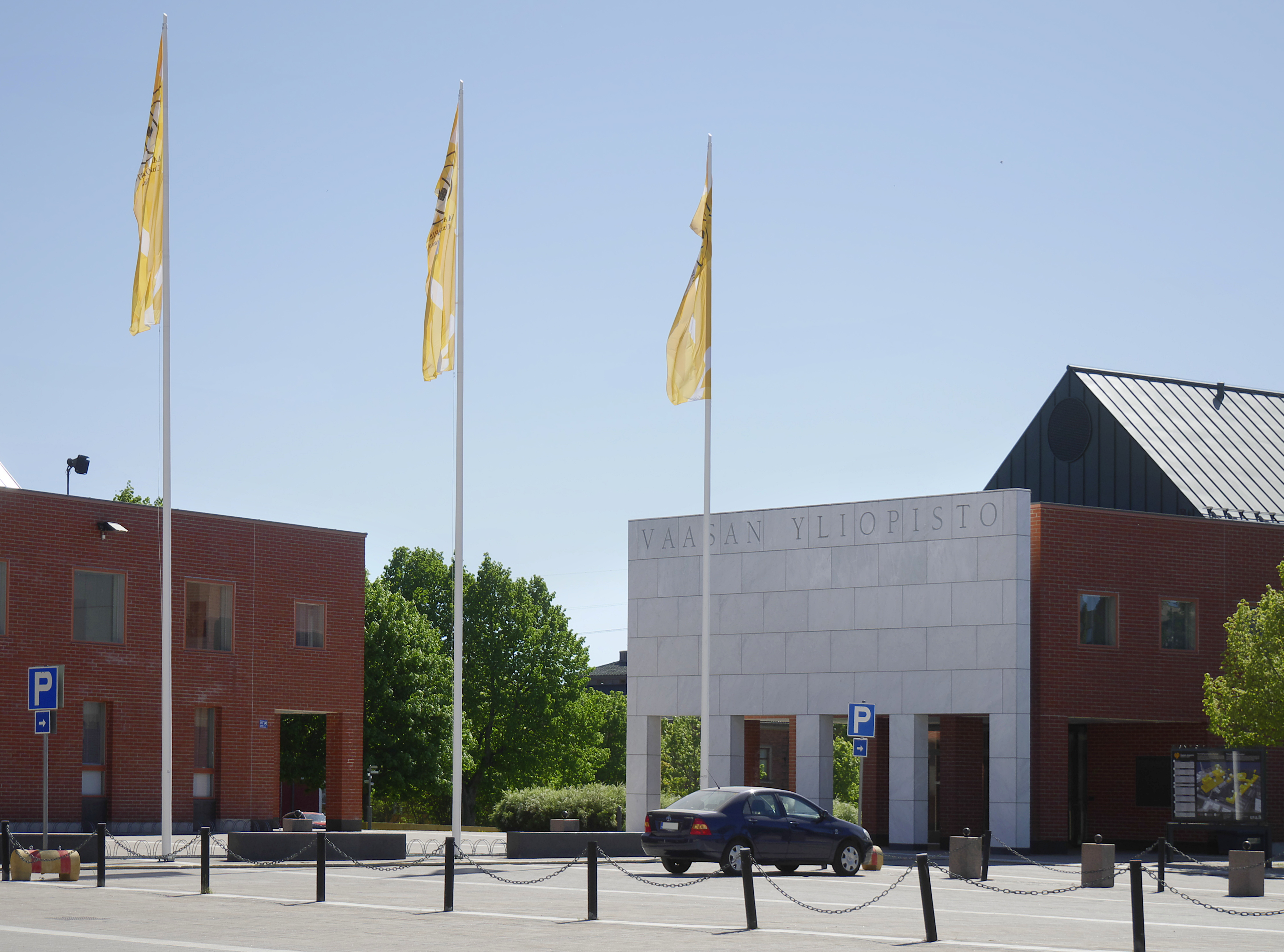